# Довірся чоловікові
«Довірся чоловікові» (англ. Trust the Man) — американський комедійно-драматичний фільм 2005 року, знятий Бартом Френдліхом.

## Опис
Дві подружні пари, дві історії кохання і повне розчарування в ньому. Жінки вийшли на пошуки нових емоцій, а чоловіки задумалися, як зберегти старі почуття. Виявляється, чоловіки теж уміють плакати. Але не тільки. Вони можуть і діяти! Напевно кинуті чоловіки що-небудь та придумають, щоб повернути коханих жінок.

## У головних ролях
- Девід Духовни — Том Поллак
- Джуліанна Мур — Ребекка Поллак
- Біллі Крудап — Тобі
- Меггі Джилленгол — Елейн
- Єва Мендес — Фейт Фейсон
- Ґленн Фіцджеральд — доктор Бікман
- Еллен Баркін — Нора
- Дагмара Домінчик — Памела
- Джастін Барта — Джаспер Бернард

## Цікавий факт
Фільм знімався в українському ресторані «Веселка» у Нью-Йорку.